# 普賴斯海崖
86°32′S 144°34′W / 86.533°S 144.567°W
普賴斯海崖（英語：Price Bluff）是南極洲的海崖，位於瑪麗伯德地，處於穆尼山東北面9.3公里的羅比森冰川源頭附近，屬於毛德王后山脈的一部分，美國地質調查局根據測量和該國海軍的空中照片繪入地圖，現時由南極條約體系管理。